# Ranunculus caroli
Ranunculus caroli är en ranunkelväxtart som beskrevs av Erling Christophersen. Ranunculus caroli ingår i släktet ranunkler, och familjen ranunkelväxter. Inga underarter finns listade i Catalogue of Life.